# Regne de Luang Prabang
El regne de Lung Prabang fou un dels tres petits estats que es van constituir en el moment del desmembrament del regne de Lan Xang el 1707. Tenia per capital Luang Prabang.

## Història
El regne es va formar quan dos nets del rei Surinyavongsa, que desconeixien l'autoritat del seu cosí Sai Ong Hué successor a Vientiane del usurpador Tian Thala, es van establir a Luang Prabang.
El 1753 el regne fou envaït i saquejat pels birmans que s'havien assegurat la neutralitat del rei de Vientiane. El 1791 aquest últim va aprofitar una disputa successòria per envair el regne, prendre Luang Prabang i annexar els Huan Phan. L'autoritat dels reis de Luang Prabang era tant dèbil que es van haver de reconèixer vassalls de Birmània i després del regne de Tailàndia i també van haver de compartir durant el segle xix el poder amb el llinatge de virreis hereditaris sorgida del príncep Unkeo, († 1850 a Bangkok), fill segon del rei Manthaturath.
Devastat el regne pels Pavellons Negres l'any 1887 el regne, amb la finalitat de blindar-se contra una annexió definitiva per part de Tailàndia, es va veure obligat a acceptar finalment el protectorat francès l'any 1893.
El 12 d'octubre de 1945 el regne fou convertit amb el regne de Laos amb l'antic regne i altres zones procedents del protectorat francès de Laos.

## Llista de reis de Luang Prabang
- 1707-1713 : Kitsarath
- 1713-1723 : Ong Kham, cosí i gendre del precedent mort l'any 1731
- 1723-1749 : Inthason, germà de King Kintsarath
- 1749-1749 : Intharavongsa, fils d'Inthason, abdica i mor el 1776
- 1749-1768 : Sotika-Kumane, fill d'Inthason (vassall de Birmània, 1765–1768)
- 1768-1787/1791 : Surinyavong II, fill d'Inthason (vassall de Birmània 1768–1778)
- 1787/1791-1817 : Anurutha, fill d'Inthason (1er regnat);
- 1790-1794 : Ocupació siamesa
- 1794-1819 : Anurutha, restablert;
- 1819-1837 : Manthaturath, el seu fill, regent d'Anurutha de 1817 a 1819, va viure com monjo a Bangkok de 1825 a 1826, a continuació a Luang Prabang temps en el que el seu regne fou administrat pels funcionaris siamesos.
- 1837-1838 : Unkeo († 1850) (regent)
- 1838-1850 : Sukha-Som, fill de Manthaturath ;
- 1850-1868 : Chantha-Kuman, el seu germà ;
- 1868-1888 : Oun Kham († 1895), el seu germà ;
- 1869-1887 : Suvanna Phumma, († 1887), regent, fill de Unkeo
- 1889-1920 : Bounkhong († 1920), regent, el seu fill ;
- 1888-1904 : Zakarine, regent, fill de Oun Kham;
- 1904-1946 : Sisavang Vong el seu fill.